# Uno per tutte (film)
Uno per tutte (Sólo con tu pareja) è un film del 1991 diretto da Alfonso Cuarón.